# Zamek w Pułtusku

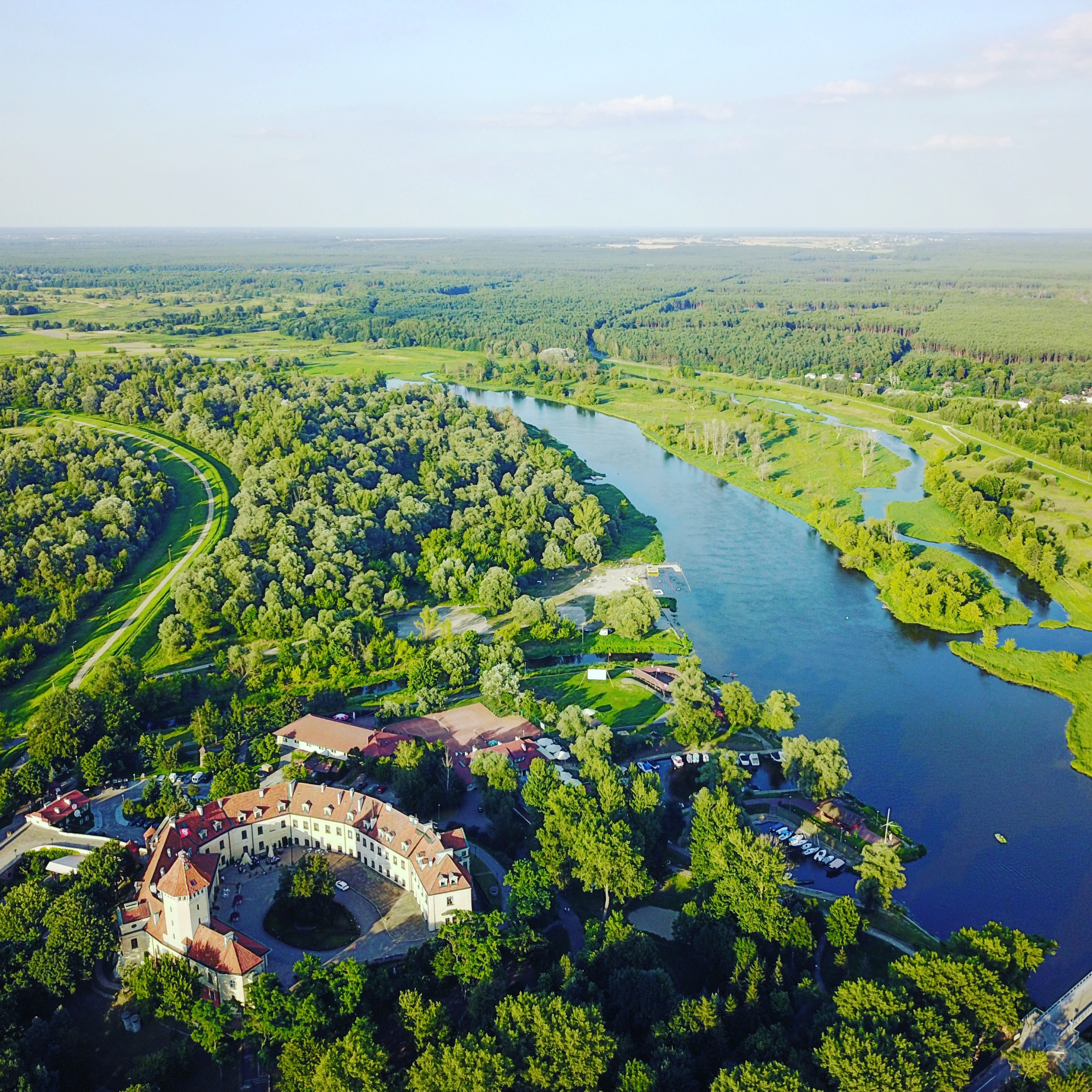
Zamek z lotu ptaka

Zamek w Pułtusku – zamek w stylu renesansowym, usytuowany na niewielkim wzgórzu nad Narwią w Pułtusku.

## Historia
Zamek jest położony w bezpośrednim sąsiedztwie miejsca, gdzie niegdyś znajdowała się przeprawa przez Narew. Zapewne więc już u zarania państwa polskiego mógł tu istnieć strzegący jej gród. Pułtusk pełnił też funkcję kasztelanii. Obecny zamek wznosi się na sztucznie usypanym wzgórzu. Najstarsze ślady osadnictwa, jakie udało się odkryć archeologom, sięgają XIII wieku. Wówczas znajdowała się tu osada, złożona z kilkudziesięciu drewnianych domów rozlokowanych wzdłuż trzech ulic. Zapewne wzniesiono w niej również okazalszą siedzibę dla pana grodu. Mieszkańcy osady trudnili się rolnictwem, polowali, łowili ryby i produkowali proste narzędzia i sprzęty codziennego użytku. Zabudowa grodu podlegała wielu zmianom. Jego pozostałości zachowały się pod powierzchnią obecnego dziedzińca zamkowego.
W XIII wieku gród i ogromny obszar wokół dzisiejszego Pułtuska przekazano biskupom płockim. Od tej pory przez ponad sześćset lat to oni władali zamkiem, tytułując się książętami pułtuskimi.
W XIV stuleciu osadę przeniesiono ze wzgórza zamkowego i w okolicach dzisiejszego rynku zaczęło powstawać miejscowość, która w roku 1339 otrzymało prawa miejskie. Pułtusk stopniowo się rozwijał, ale musiał się też zmagać z najazdami litewskimi. Choć znajdował się na wyspie, a sam zamek miał charakter obronny, Litwinom kilkakrotnie udało się niemal doszczętnie zniszczyć i warownię, i miasto. O tych napaściach pisał w swej Kronice Jan Długosz. Przedstawiając wydarzenia z roku 1324, wspomina: „Pod tenże sam czas Dawid starosta zamku Grodzieńskiego (Gartin) z rozkazu rzeczonego książęcia Gedymina najechawszy ziemię Mazowiecką, miasteczko Pułtusk (Polthowsko) do biskupa Płockiego należące, i sto trzydzieści wsi okolicznych w dzień Ś. Elżbiety rzezią, łupiestwy i pożogami spustoszył, trzydzieści kościołów parafialnych spalił, i cztery tysiące dusz zabrał w niewolą”. Do podobnych wydarzeń doszło również w roku 1337, ale najdramatyczniejszy najazd litewski miał miejsce w roku 1368. Wówczas Litwini splądrowali miasto, uprowadzając mnóstwo ludzi. Dzielnie broniącą się załogę zamku spalili.
Prawdopodobnie w XIV wieku zamek stał się rezydencją biskupów płockich, którzy zarządzali stąd kluczem swych rozległych dóbr ziemskich i chętnie przebywali w Pułtusku, polując w zanarwiańskiej Puszczy Białej. Początkowo zamkowa rezydencja była drewniana. W XIV w., a może dopiero w czasach biskupa Pawła Giżyckiego w zachodniej części wzgórza wzniesiono murowany Mały Dom, prostą podpiwniczoną budowlę na planie prostokąta, z czworoboczną kamienną wieżą. Najpoważniejsze prace nad rozbudową zamku prowadzono w XVI stuleciu. Nadały one rezydencji charakter renesansowy. Zarządzający w tamtych czasach diecezją płocką biskupi, będący zarazem wybitnymi humanistami i politykami, okazali się prawdziwymi mecenasami sztuki. Rafał Leszczyński, Andrzej Krzycki, a przede wszystkim Andrzej Noskowski sprowadzali na Mazowsze i do Pułtuska wziętych artystów wysokiej klasy. Ich zachwycające swoim kunsztem dzieła można tu podziwiać do dziś.
Jeśli chodzi o sam zamek, to na północ od Małego Domu wzniesiono Duży Dom, obecne skrzydło północno-zachodnie. Był to murowany, dwukondygnacyjny, podpiwniczony gmach na planie prostokąta, o jednotraktowym układzie wnętrz. Przylegała doń od wschodu brama. Budowla ta przetrwała do dziś. W XVI stuleciu w czasie pełnienia funkcji biskupa Piotra Myszkowskiego wokół zamku powstały odgrodzone od miasta parkanem ogrody z drzewami owocowymi i winoroślą. Na początku następnego stulecia biskup Marcin Szyszkowski doprowadził do oszkarpowania murów zamkowych, zaś jego następca, Henryk Firlej, wzniósł potężny arkadowy most przy wjeździe i murowany parkan wokół ogrodu. Z kolei z inicjatywy biskupa Stanisława Łubieńskiego, w roku 1628, ówczesną kaplicę zamkową ozdobił polichromiami malarz pułtuski Jan Rostwoski. W roku 1640 Łubieński zapisem testamentowym przekazał także na rzecz zamku w swój cenny księgozbiór. Miał on po wieczne czasy znajdować się w jednym z pomieszczeń w zamkowych piwnicach. Jednak do naszych czasów już nie dotrwał. Jak w wielu miejscach w Polsce wielkich zniszczeń dokonali tu w czasie potopu Szwedzi. Niemal całkowicie zrujnowali zamek, a z miasta i z okolicznych wiosek w ciągu dwóch lat ściągnęli daniny, jakie zwykle płacono by przez lat 30. Spustoszyli też pułtuskie kościoły, a zwłaszcza kolegiatę i kościół oraz klasztor jezuitów.
Odbudowę zamku podjęto dopiero pod sam koniec XVII wieku, w okresie, kiedy rządy diecezją sprawowało kolejno trzech biskupów z rodu Załuskich, herbu Junosza. Podniesiono ze zgliszczy Duży Dom, zaś z pozostałości murów Domu Małego zbudowano skrzydło zachodnie, urządzając na jego zamknięciu nową kaplicę. Na wschód od budynku bramnego stanęło natomiast zupełnie nowe, podpiwniczone skrzydło północno-zachodnie. Wnętrza udekorowano sztukaterią i holenderskimi, ręcznie malowanymi płytkami fajansowymi. Płytki te można dziś oglądać w jednej z kaplic kolegiaty. W odnowionych ogrodach powstały pomarańczarnia, figarnia i altana. Nieco później we włoskim ogrodzie wzniesiono domek ogrodnika. Pod sam koniec XVII stulecia biskup Hilary Szembek zlecił przebudowanie jeszcze w stylu klasycystycznym budynku bramnego i dodanie ciągu pomieszczeń parterowych od strony rzeki. W ten sposób zamek zyskał obecny kształt.
W wyniku III rozbioru Pułtusk znalazł się pod zaborem pruskim. Wówczas dokonano sekularyzacji, ale choć miasto przestało być własnością biskupów płockich, to sam zamek nadal pozostał w ich rękach. Rezydencja mocno jednak ucierpiała w czasie wojen napoleońskich. 26 grudnia 1806 roku pod Pułtuskiem wojska francuskie stoczyły krwawą bitwę z Rosjanami.
30-tysięczny francuski V Korpus pod dowództwem marszałka Jean Lannesa i dywizja Gudina z III korpusu marszałka Louisa Davouta próbowały zdobyć most na Narwi i zająć miasto. Niespodziewanie zostały zaatakowane na zachód od Pułtuska przez wyposażoną w 120 armat, 45-tysięczną armię rosyjską pod dowództwem generała Levina Augusta von Bennigsena. Niezwykle krwawa bitwa pozostała nierozstrzygnięta, ponieważ Rosjanie wytrwali na swoich pozycjach i zniszczyli most. Walki toczyły się w straszliwych warunkach atmosferycznych, podczas burzy śnieżnej połączonej z opadami deszczu. Nastały akurat roztopy i teren po prostu tonął w błocie. Obie strony poniosły bardzo duże straty. Francuzi stracili do 1500 do 7000 zabitych, rannych i wziętych do niewoli, Rosjanie od 3500 do 5000. Bitwa ta została upamiętniona na Łuku Triumfalnym w Paryżu. Po bitwie do Pułtuska przybył cesarz Napoleon I Bonaparte. Z jednego z okien zamkowych obserwował przez lunetę kolumnę wycofujących się Rosjan, wściekły, że nie udało się ich rozbić i zakończyć wojny z IV koalicją. Na zamku urządzono wówczas funkcjonujący tam aż do roku 1815 wojskowy lazaret, co doprowadziło do znacznej dewastacji pomieszczeń. Ze zniszczeń tych odbudowano zamek w latach 1817–1824 staraniem biskupa Adama Michała Prażmowskiego. Dzieła tego dokonał architekt Antoni Piotrowski. Zamek ponownie został uszkodzony przez pożar w roku 1841. Mimo że spłonęła wówczas większa część dachów, zamek ponownie udało się odbudować. Biskupi płoccy mieszkali tu jeszcze do roku 1852, jako ostatni rezydował tutaj Franciszek Pawłowski. Władztwo nad zamkiem utracili biskupi w 1866 r. na mocy zarządzenia władz rosyjskich. Potem mieścił się w nim ponownie szpital wojskowy. 11 listopada 1918 członkowie Polskiej Organizacji Wojskowej pod dowództwem Józefa Nodzykowskiego, ps. Mazur i Franciszka Słomińskiego, ps. Słomka opanowali zamek, w którym mieściło się niemieckie starostwo.
Po odzyskaniu niepodległości w 1918 roku budowla stała się siedzibą władz powiatowych i funkcje te pełniła do 1975 roku.
W okresie okupacji urzędowali tu Niemcy. Dobudowali wówczas piętro nad skrzydłem wschodnim. W czasie działań wojennych związanych z ofensywą styczniową w 1945 zamek spłonął, jednak w okresie Polski Ludowej został odbudowany.
W 1974 roku władze polskie postanowiły przekształcić zamek w Dom Polonii. Rozpoczęła się wtedy trwająca 15 lat przebudowa. Przekształcono między innymi wnętrza, które dostosowano do potrzeb hotelarskich. Obecnie bryła zamku ma kształt niesymetrycznej, złożonej z siedmiu segmentów podkowy. Pierwotny, jednotraktowy układ pomieszczeń jest dziś najlepiej widoczny w piwnicach Domu Dużego i budynku bramnego.

## Dom Polonii
Dom Polonii w Pułtusku – zespół hotelowo-rekreacyjny usytuowany w zabytkowym zamku, w Pułtusku, nad brzegiem Narwi, na skraju Puszczy Białej. Obok działalności hotelarskiej prowadzony jest tam także Ośrodek Dokumentacji Wychodźstwa Polskiego.

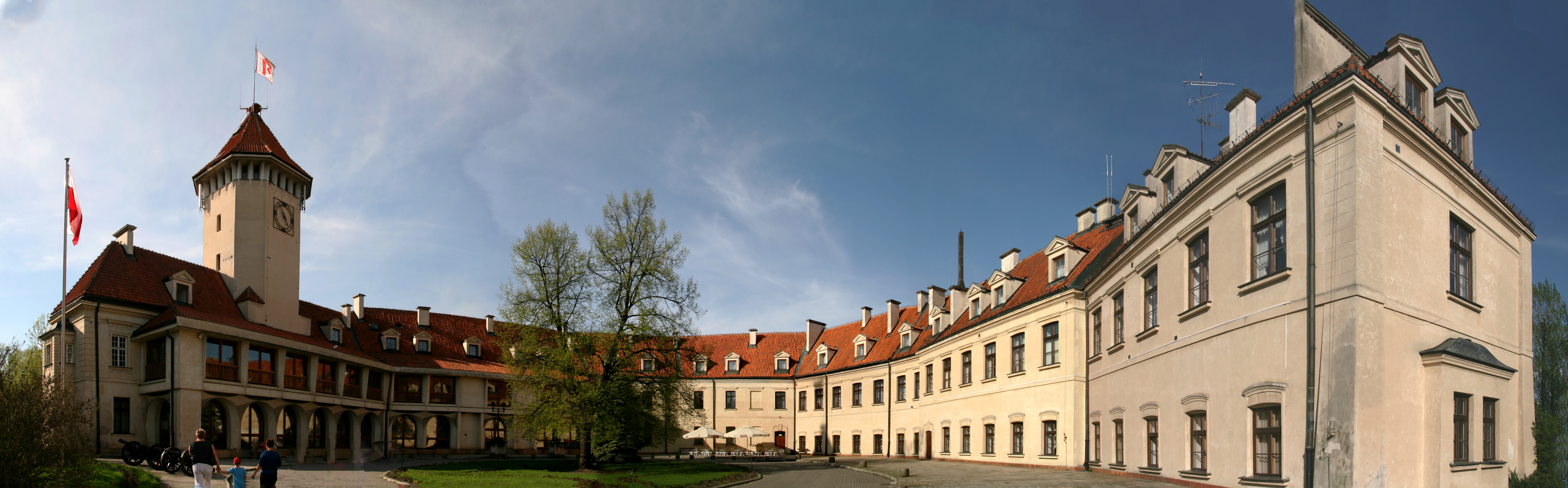
Dziedziniec zamku

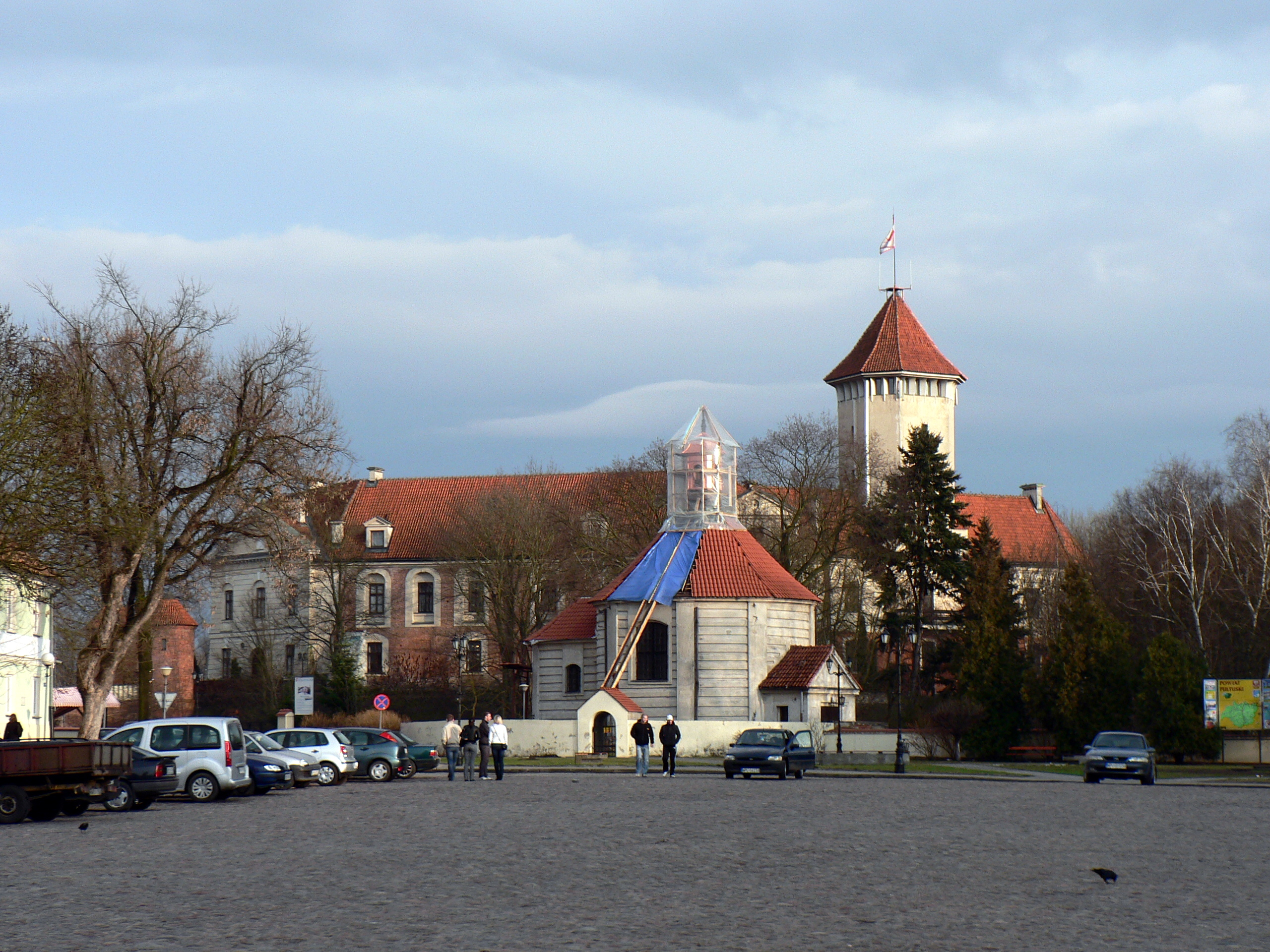
Zamek od strony rynku

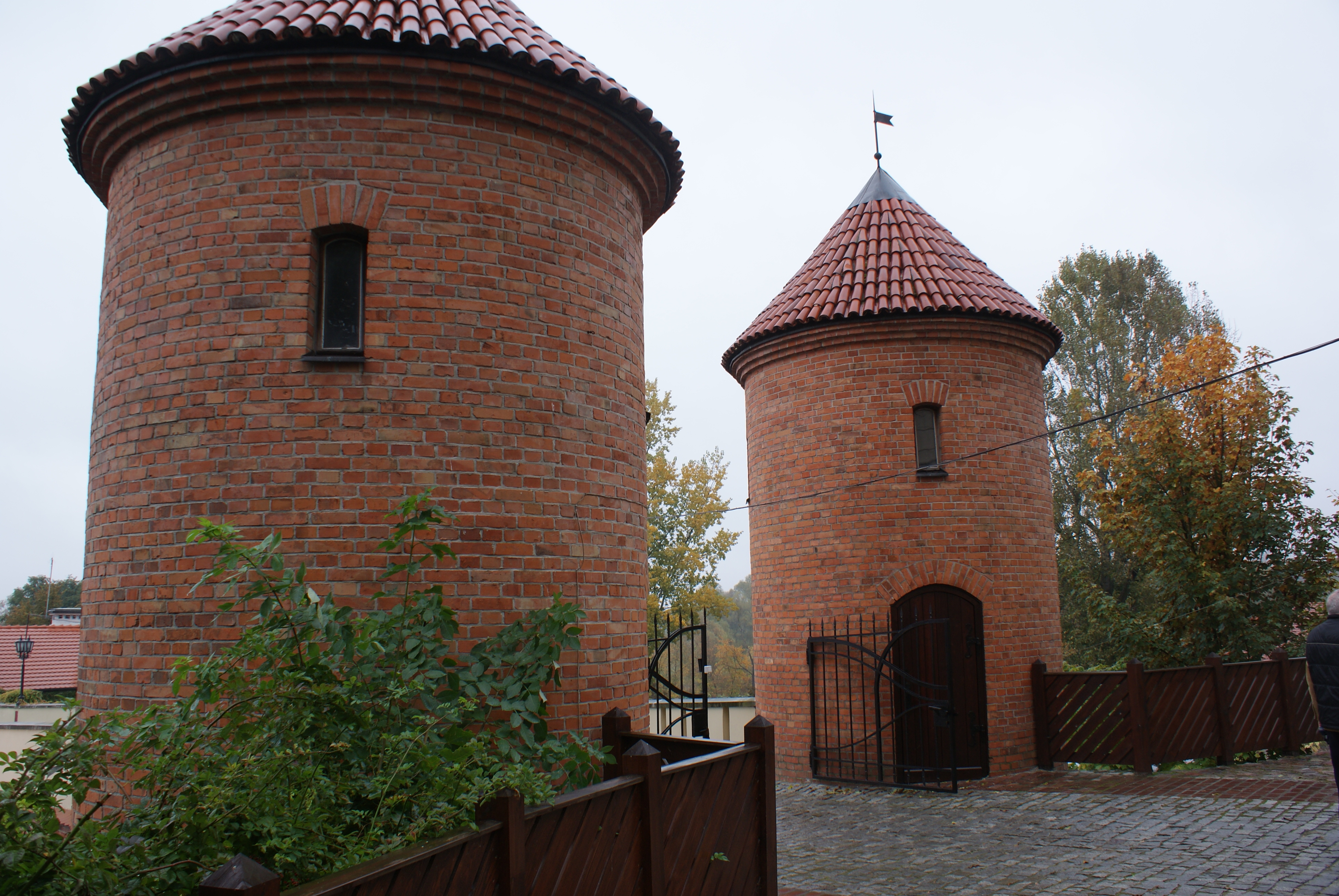
Wieżyczki bramne

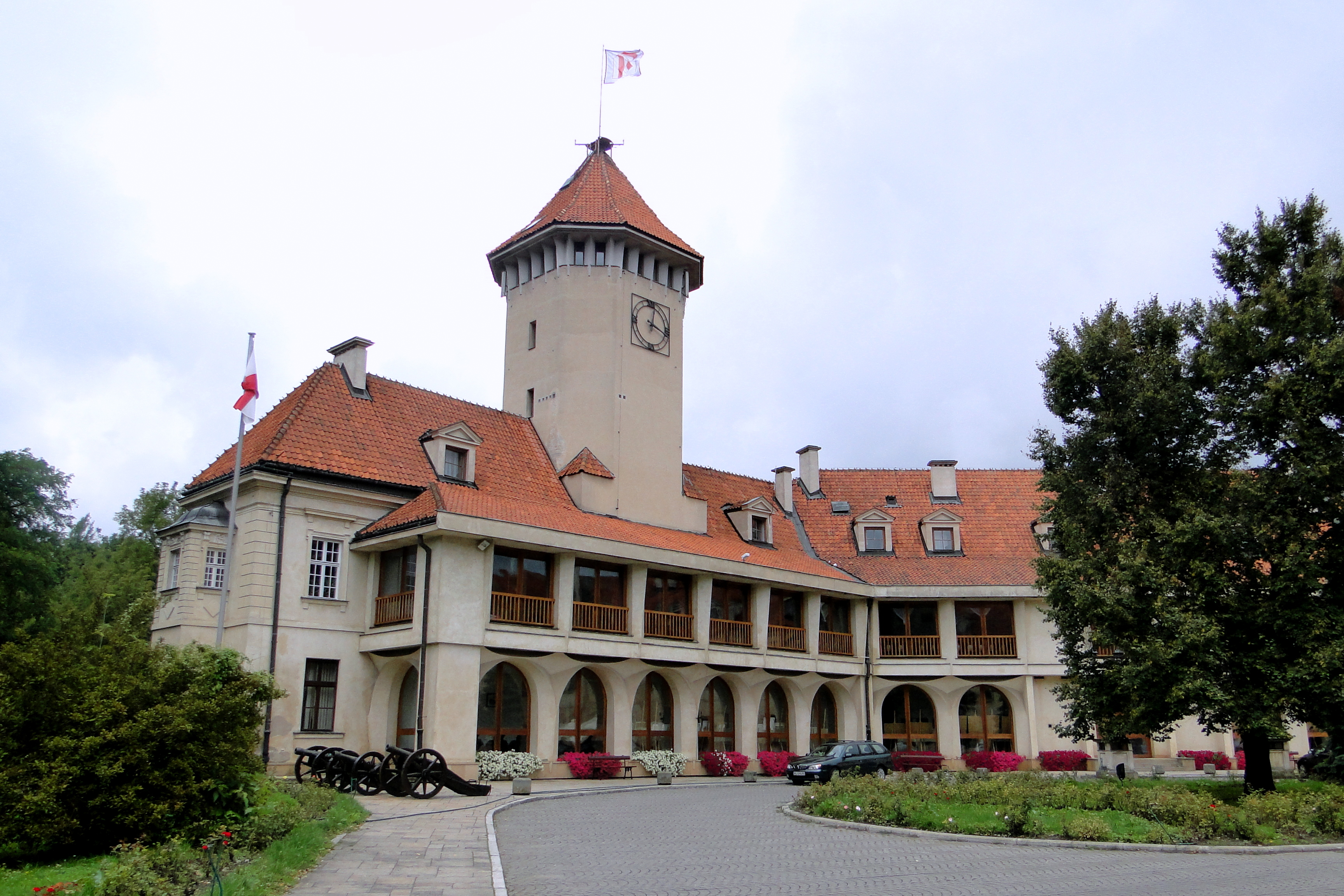
Wieża zegarowa

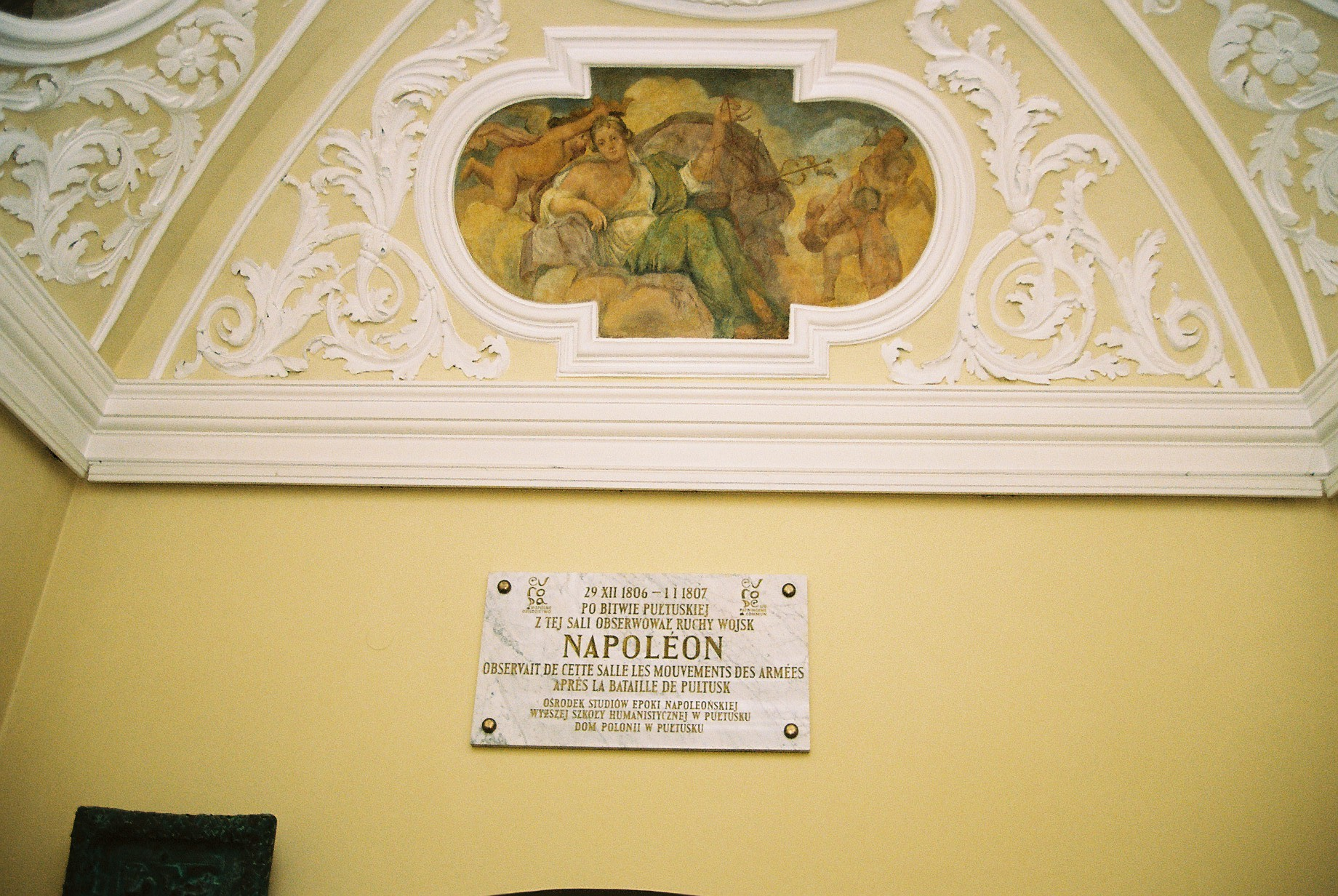
Tablica pamiątkowa wizyty Napoleona Bonaparte na zamku